# Scie à métaux
La scie à métaux est un outil conçu pour scier les métaux et d'autres matériaux durs. 

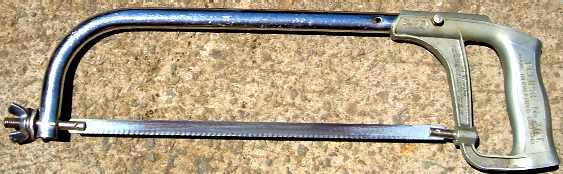
Une scie à métaux.

## Description
La scie à métaux est un outil qui possède une denture très fine et très acérée. Contrairement aux scies à bois, la lame est habituellement accrochée aux deux extrémités pour être bien tendue, afin de faciliter la découpe. La lame est interchangeable car elle s'use plus vite que dans le cas du bois, et une lame à denture plus ou moins fine doit être utilisée selon le métal à découper.

## Types de scie
Différents types de scie sont utilisées : à cadre, sabre, ou sauteuse.

## Type de lame
Selon la dureté du matériau et la précision recherchée, les lames peuvent être à denture plus ou moins fines, et de dureté plus ou moins élevée.

## Type de puissance
Selon la puissance et l'endurance requise il existe différents types de scie :
- Manuel : à cadre, égoïne, à guichet, etc.
- Électrique : à ruban, à tête, sauteuse, circulaire, à onglet, etc.
- thermique : circulaire, à sol, etc.